# Posición de inversión internacional

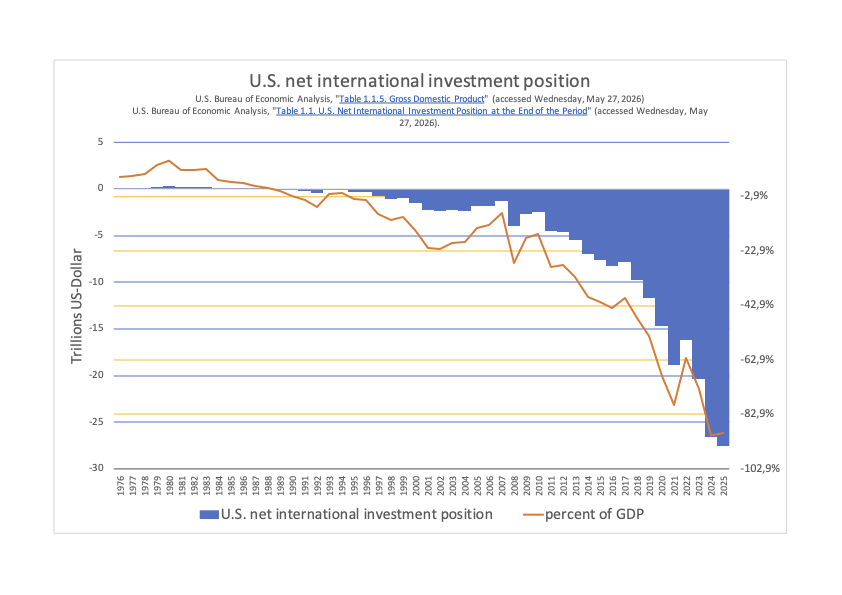
Una tabla con las posiciones de inversión internacional de Estados Unidos.

La Posición de Inversión Internacional Neta (NIIP por sus siglas en inglés) es la diferencia entre las inversiones de un país en el exterior (activos) y las inversiones procedentes del exterior (pasivos).
La Balanza de Pagos y la Posición de Inversión Internacional se elaboran siguiendo las directrices del Manual de Balanza de Pagos del Fondo Monetario Internacional. Los conceptos y definiciones de este Manual son coherentes con los que se recogen en el Sistema de Cuentas Nacionales y —en su versión europea— en el Sistema Europeo de Cuentas, que son los manuales de referencia para la elaboración de las estadísticas económicas oficiales. 